# Fiderepasshütte
Die Fiderepasshütte ist eine Schutzhütte der Sektion Oberstdorf des Deutschen Alpenvereins (DAV). Sie liegt auf der deutsch-österreichischen Grenze bei Oberstdorf in den westlichen Allgäuer Alpen.
Die Fiderepasshütte ist Stützpunkt für die Begehung des Mindelheimer Klettersteiges mit dem Übergang zur Mindelheimer Hütte.

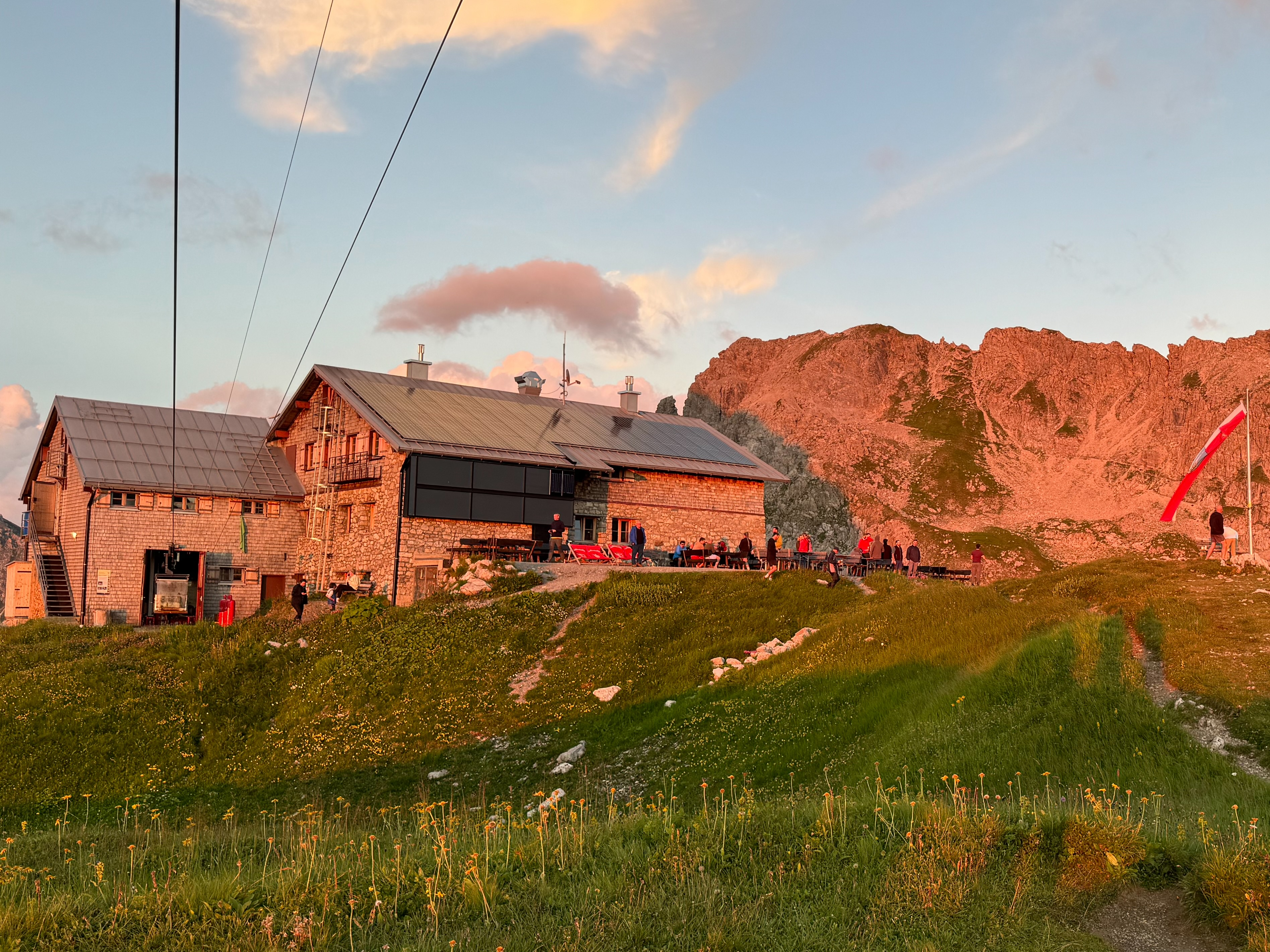
Hütte in der Abendsonne (2024)

## Geschichte
1935 dachte sich der Bergführer Anderl Heckmair nach einer Übernachtung im Freien auf dem Pass, dass hier eigentlich eine Hütte stehen sollte. 1938 baute die Ordensburg Sonthofen auf dem Fiderepass eine kleine zweiräumige Hütte, die nach Hermann Schertel benannt wurde. 1947 konnte die Sektion Oberstdorf des Deutschen Alpenvereins die Hütte und 4512 m² Grund für 13.000 DM kaufen. Neue Vermessungen ergaben, dass die Staatsgrenze direkt über die Terrasse der Hütte verläuft, was für den Gast den Vorteil bringt, dass er es sich aussuchen kann ob er sein Bier in Deutschland oder in Österreich trinken möchte. Die Hütte wurde ursprünglich mit Maultieren versorgt, bis am 31. August 1956 eine Materialseilbahn eröffnet wurde. 1972 bis 1974 wurde die Hütte das erste Mal erweitert, wodurch die heutige Hütte entstand. 1986 wurde eine neue Materialseilbahn erbaut, in ihre Bergstation wurde auch ein Winterlager bzw. Selbstversorgerraum integriert, die Kosten beliefen sich auf rund 750.000 DM. Um den Gestank durch die Notdurft bei der Hütte loszuwerden, wurde 1992 für 700.000 DM eine vollbiologische Kläranlage erbaut. Im ersten Winter nach der Inbetriebnahme erlitt die Anlage allerdings so große Schäden, dass sie außer Betrieb genommen werden musste. Ein gerichtlich bestellter Sachverständiger attestierte, dass die Anlage auf Grund der Schneelast sich um 20 cm gesenkt hatte und allgemein zu klein dimensioniert war. Erst 2002 wurde das Geruchsproblem durch den Bau einer fünf Kilometer langen Abwasserleitung zur Alpe Schlappoldhöfle gelöst. 2008 wurde die Panoramastube angebaut und 2013 36 neue Schlafplätze.

## Zustieg
- Mittelberg (1218 m), Gehzeit: 3 Stunden
- Faistenoy (Talstation – Fellhornbahn) durch das Warmatsgundtal, Gehzeit: 3½ Stunden
- Oberstdorf – Söllereckbahn Bergstation (1400 m) Höhenweg, Gehzeit: 5½ Stunden
- von Riezlern (1086 m) mit der Kanzelwandbahn zur Bergstation (1985 m), von dort weiter
  - über Roßgundalpe, weiter unterhalb der Oberstdorfer Hammerspitze – Hochgehren – Walser Hammerspitze (vormals Schüsser [Deutschland]) über Kühgundalpe, Fiderepass, Gehzeit: 2½ Stunden
  - über Gipfel der Kanzelwand (2059 m) und Kühgundalpe, Gehzeit: 3 Stunden

## Nachbarhütten
- Mindelheimer Hütte:
  - Über den Krumbacher Höhenweg, Gehzeit: 3 Stunden
  - Über den Mindelheimer Klettersteig, Gehzeit: 3–5 Stunden
- Holzgauer Haus, Gehzeit: 5 Stunden
- Rappenseehütte, Gehzeit: 7 Stunden

## Gipfel
- Oberstdorfer Hammerspitze[2] (2260 m), Gehzeit: 1 Stunde
- Walser Hammerspitze[3] (2170 m), Gehzeit: 1½ Stunden
- Schafalpenköpfe (2320 m), Gehzeit: 2–3 Stunden

## Karten und Literatur
- Alpenvereinskarte Blatt BY2 Kleinwalsertal – Hoher Ifen, Widderstein (1:25.000)
- Dieter Seibert: Alpenvereinsführer Allgäuer Alpen und Ammergauer Alpen alpin, Bergverlag Rother, München 2004, ISBN 3-7633-1126-2